# Abborrtjärnen (Nederkalix socken, Norrbotten, 733610-182634)
Abborrtjärnen är en sjö i Kalix kommun i Norrbotten och ingår i Kalixälvens huvudavrinningsområde.